# Michael Pat Murphy
Michael Patrick Murphy (12 mars 1919-28 octobre 2000) est un homme politique irlandais du Parti travailliste. 

## Biographie
Patron de Pub avant d'entrer en politique, il est élu pour la première fois au Dáil Éireann comme Teachta Dála (TD) travailliste pour la circonscription de Cork West aux élections générales de 1951. Il est réélu à chaque élection ultérieure jusqu'à sa retraite aux élections générales de 1981.
À partir de 1961, il est élu dans la circonscription de Cork Sud-Ouest. Il est nommé secrétaire parlementaire du ministre de l'Agriculture par le gouvernement du Taoiseach Liam Cosgrave, de 1973 à 1977. En février 1977, il est réaffecté au poste de secrétaire parlementaire du ministre de la Pêche, jusqu'en mai 1977.
Sa fille Kate Ann se marie avec John O'Donoghue, ancien député Fianna Fáil pour Kerry South.